# Mouth to Mouth (álbum)
Mouth to Mouth es el primer álbum del grupo disco estadounidense Lipps, Inc. Fue grabado en 1979, originalmente bajo el sello Casablanca Records en casete y disco de vinilo, entre ellos el supersuceso "Funkytown" en su versión original, la cual dura casi 7:50 minutos, mientras que la versión reducida, lanzada en vinilo sencillo de 7 pulgadas y agregada como bonus track en la reedición CD 2012 del disco, dura 4:00 minutos. Los otros 3 temas restantes aparecen en su versión original y también fueron lanzados en versión reducida, en vinilo sencillo de 7 pulgadas y agregados como bonus track en la reedición CD del 2012 del álbum. Los temas más emitidos y destacados de este álbum fueron "Funkytown"  y "Rock It".

## Lista de canciones
1. "Funkytown" - 07:50
2. "All Night Dancing" - 08:20
3. "Rock It" - 05:40
4. "Power" - 08:22
5. "Funkytown" (Single Version) - 04:00
6. "All Night Dancing" (Single Version) - 03:10
7. "Rock It" (Single Version) - 03:19
8. "Power" (Single Version) - 02:56

- Pistas de la 5 hasta la 8 solamente disponibles como bonus tracks en la reedición CD 2012

## Miembros
- Cynthia Johnson: Cantante principal, saxofón
- Terry Grant: Bajo
- Tim Riopelle, David Rivkin: Guitarras
- Steven Greenberg: Teclado, guitarra, bajo, batería, percusión
- Roger Dumas, Ivan Rafowitz: Teclado, sintetizadores
- Dana Greenberg: Cantante
- Joyce Lapinsky: Cantante
- Jack Gillespie, Richard Jorgenson, Dale Mendenhal: Cuernos

- Datos: Q6926353